# Dania Obratov
Dania Obratov (* 11. Februar 1997 in Split) ist eine niederländische, vormals kroatische, Rennrodlerin.
Dania Obratov ist die jüngere Schwester der ebenfalls als Rennrodlerin aktiven Daria Obratov. Sie lebt in Split und studiert Sportwissenschaften. Obratov betreibt auch Gewichtheben und war in dieser Sportart in ihrer Gewichts- und Altersklasse 2015 kroatische Meisterin sowie Rekordhalterin. Sie spricht neben Kroatisch auch Englisch, Deutsch, Italienisch, Spanisch, Tschechisch und Polnisch.

## Jugend und Juniorinnen
Obratov debütierte international in der Saison 2012/13 im A-Jugend-Weltcup. Bei ihrem ersten Rennen am Königssee wurde sie 21., ebenso beim zweiten Rennen in Oberhof. In ihrem dritten und letzten Saisonrennen fuhr sie auf Platz 29. Mit 52 Punkten wurde sie am Ende 27. der Gesamtwertung.
Recht erfolgreich verlief die Saison 2013/14. Abgesehen vom Rennen in Sigulda startete Obratov in allen übrigen fünf Saisonrennen des Jugend-A-Weltcups. In Altenberg begann sie die Saison als 13., wurde anschließend 14. in Winterberg und erreichte in Lillehammer mit Platz elf ihr bestes Saisonergebnis. Zum Saisonende folgten in Königssee ein 28. und in Oberhof ein 29. Platz. Mit 117 Punkten wurde sie am Ende 12. von 42 Platzierten der Gesamtwertung. Bei den Juniorenweltmeisterschaften 2014 wurde sie als eine der Jüngsten 41.

## Zwischen Jugend und Weltcup
Zum Auftakt der Saison 2014/15 gab Obratov in Igls ihr Weltcup-Debüt. Erstmals bestritt sie ein internationales Rennen gemeinsam mit ihrer Schwester. Als 31. des Nationencup-Rennens scheiterte sie jedoch deutlich an der Qualifikation für das eigentliche Weltcup-Rennen. Mit zehn Punkten war sie 50. der Gesamtwertung des Nationencups, mit drei Punkten 49. der des Weltcups. In beiden Fällen belegte die damit den letzten Platz. Die weitere Saison verbrachte sie wieder bei den Nachwuchsfahrerinnen. Nachdem sie die erste Saisonhälfte in Nordamerika nicht zum Einsatz gekommen war, trat sie nach dem Jahreswechsel bei den Juniorenweltmeisterschaften 2015 in Lillehammer an, bei denen sie auf den 37. Platz fuhr. Es folgten noch drei Rennen im Jugend-A-Weltcup. In Oberhof wurde Obratov 29., in Igls 30. und zum Saisonfinale 21. Mit 44 Punkten wurde sie 25. der Gesamtwertung.
2015/16 bestritt Obratov alle sechs Rennen den Weltcups der Juniorinnen. Zum Saisonauftakt in Lillehammer wurde sie Neunte und stürzte danach bei den beiden Rennen in Sigulda und am Königssee. In Igls wurde sie 16., 21. in Altenberg und 17. in Oberhof. Mit 108 erreichten Punkten war sie am Ende 16. der Gesamtwertung. Die Rennen in Altenberg waren zugleich die Junioreneuropameisterschaften 2016, im Rahmen derer Wertung die Kroatin den 18. Platz belegte. Saisonhöhepunkt und -finale wurden die Juniorenweltmeisterschaften 2016 in Winterberg, wo Obratov 22. wurde. Zum Ende der Saison konnte sie in Winterberg auch an ihrem zweiten Weltcup teilnehmen, verpasste als 18. des Nationencups erneut das Hauptrennen und wurde am Ende mit 23 Punkten in der Gesamtwertung des Nationencups 39., mit elf Punkten in der des Weltcups 43.
In der Saison 2016/17 bestritt Obratov zunächst die ersten vier der sechs Rennen im Weltcup der Juniorinnen. Zum Auftakt der Saison fanden zwei Rennen in Calgary statt, bei denen sie Elfte und 12. wurde. Anschließend wurde sie 27. in Igls und 29. in Oberhof. Die Rennen in Oberhof waren zugleich die Junioreneuropameisterschaften 2017, in deren Rahmen sich Obratov als 25. platzierte. Mit 92 Punkten wurde sie 24. des Gesamtwertung der Rennserie. Als Nächstes startete sie bei den Weltmeisterschaften 2017 in Igls. Im Rennen der Einsitzer fuhr sie bei ihren ersten Weltmeisterschaften auf den 42. Platz, in der separaten U-23-Wertung kam sie auf den 22. Platz. Danach durfte Obratov noch bei den drei letzten Weltcups der Saison antreten. Als 24. und 37. der Nationencups von Oberhof und Pyeongchang verpasste sie ebenso die Weltcuprennen, wie beim Saisonfinale, wo sie im Nationencup-Rennen in Altenberg stürzte. Mit 21 Punkten war sie am Ende 45. der Nationencup-Gesamtwertung, mit sechs Punkten 49. der der Weltcup-Gesamtwertung.

### Im Weltcup

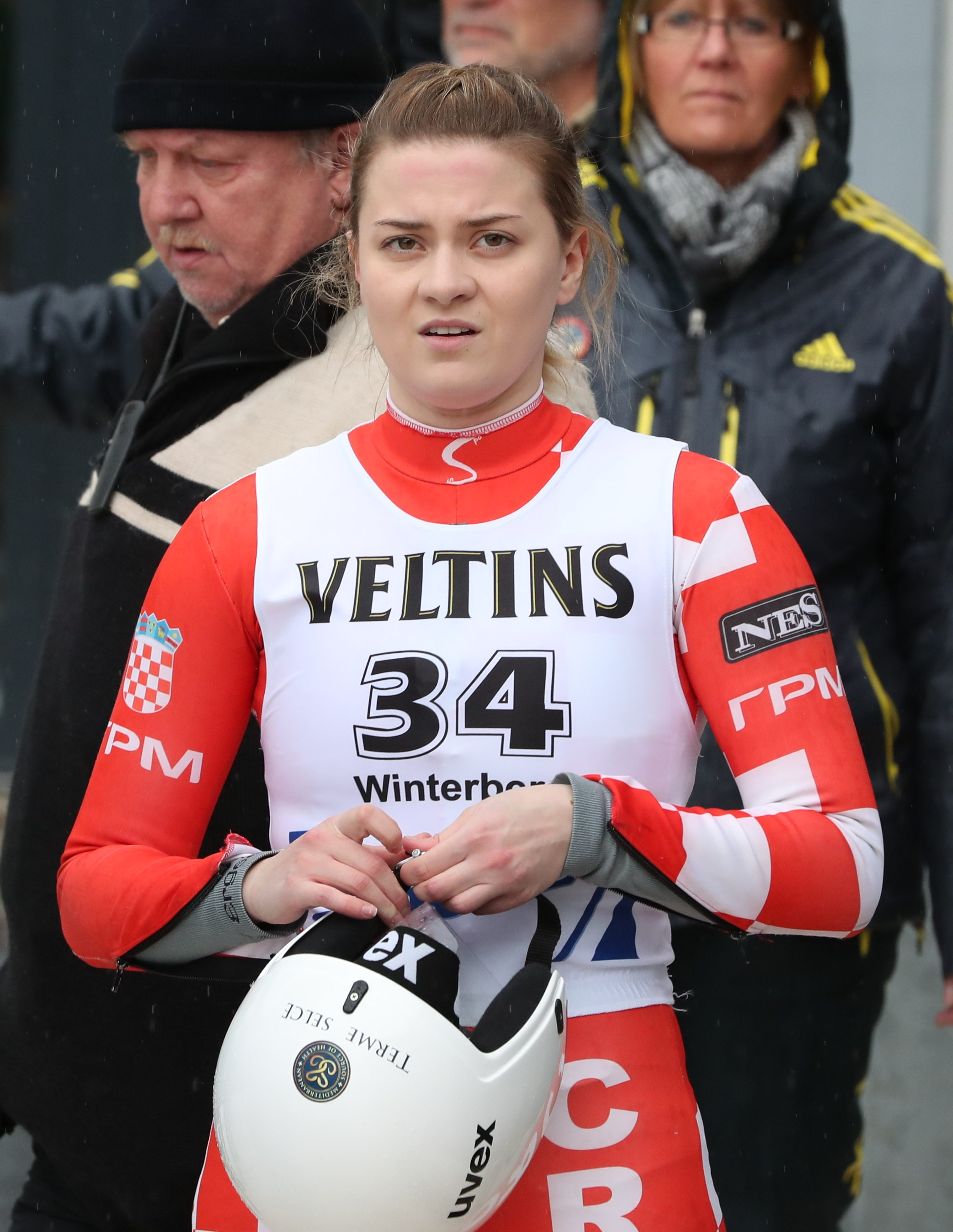
Obratov beim Nationencup-Rennen im November 2017 in Winterberg

Die Saison 2017/18 bestritt Obratov erstmals vollständig bei den Frauen im Weltcup. In keinem der Rennen konnte sie sich für das eigentliche Weltcup-Rennen qualifizieren. Als 44. in Igls und 40. in Winterberg verpasste sie in den Nationencup-Rennen die Qualifikation deutlich, in Altenberg wurde sie 32. Nachdem sie in Calgary nicht an den Start gegangen war, wurde sie in Lake Placid und am Königssee 25., in Oberhof 24 sowie in Lillehammer 23. Mit 78 Punkten wurden Obratov 35. der Nationencup-Wertung, mit 26 Punkten Punktgleich mit Nina Zöggeler 42. der Gesamtwertung im Weltcup. Während sie im Nationencup um einen Punkt und einen Rang schwächer als ihre Schwester geblieben war, war diese in der Gesamtwertung des Weltcups um einen Punkt und wegen der gemeinsamen Platzierung mit Zöggeler zwei Plätze schwächer als ihre Schwester. Den Nachrücker-Platz für die Olympischen Winterspiele 2018 erhielt ihre Schwester.

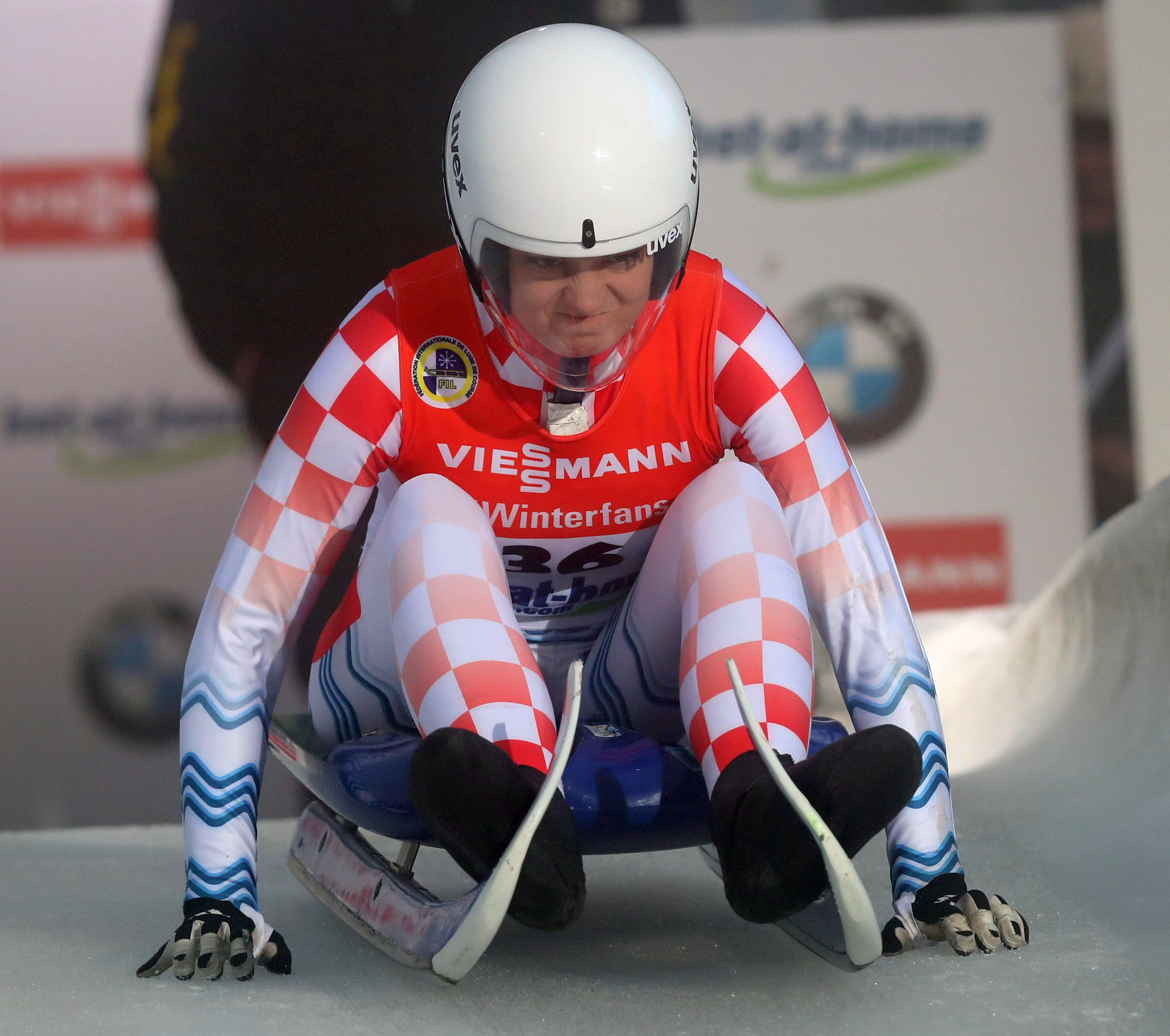
Obratov bei den Weltmeisterschaften 2019 in Winterberg

Nach Konflikten vor allem aufgrund mangelnder Unterstützung mit dem kroatischen Verband und daraus resultierenden fehlenden Perspektiven wechselten die Obratov-Schwestern nach der Saison 2017/18 den Verband und die Nationalität und starten seit der Saison 2018/19 aufgrund eines Angebotes des niederländischen Verbandes für die Niederlande. Mit dem Wechsel kam auch eine nennenswerte Leistungssteigerung bei Obratov, die in der ersten Saison nach dem Wechsel die bislang beste ihrer Karriere erlebte. Zum Saisonauftakt verpasste sie in Igls als 37. im Nationencup deutlich das Weltcup-Rennen. Dieses verpasste sie ebenso als 24. in Calgary und 19. in Lake Placid. Nach dem Jahreswechsel startete sie als Nächstes bei den Weltmeisterschaften 2019, bei denen sie 34. wurde. Mit einem 18. Platz im Nationencup von Altenberg scheiterte sie an der Qualifikation zum Weltcup-Rennen, mit derselben Platzierung schaffte sie danach in Oberhof allerdings das erste Mal, sich für ein Weltcup-Rennen zu qualifizieren. In diesem Rennen fuhr Obratov auf den 25. Rang und platzierte sich damit direkt hinter ihrer Schwester. Es waren zugleich die Europameisterschaften 2019, in deren Rahmen sie den 22. Platz belegte. Mit ihrem bis dato besten Ergebnis im Nationencup, einem elften Platz, konnte sich Obratov auch im anschließenden und die Saison beschließenden Weltcup für das Hauptrennen qualifizieren, stürzte jedoch und kam damit nicht in das Ziel. Mit 49 Punkten wurde sie 36. des Gesamt-Weltcups, mit 125 Punkten 24. in der Gesamtwertung des Nationencups.

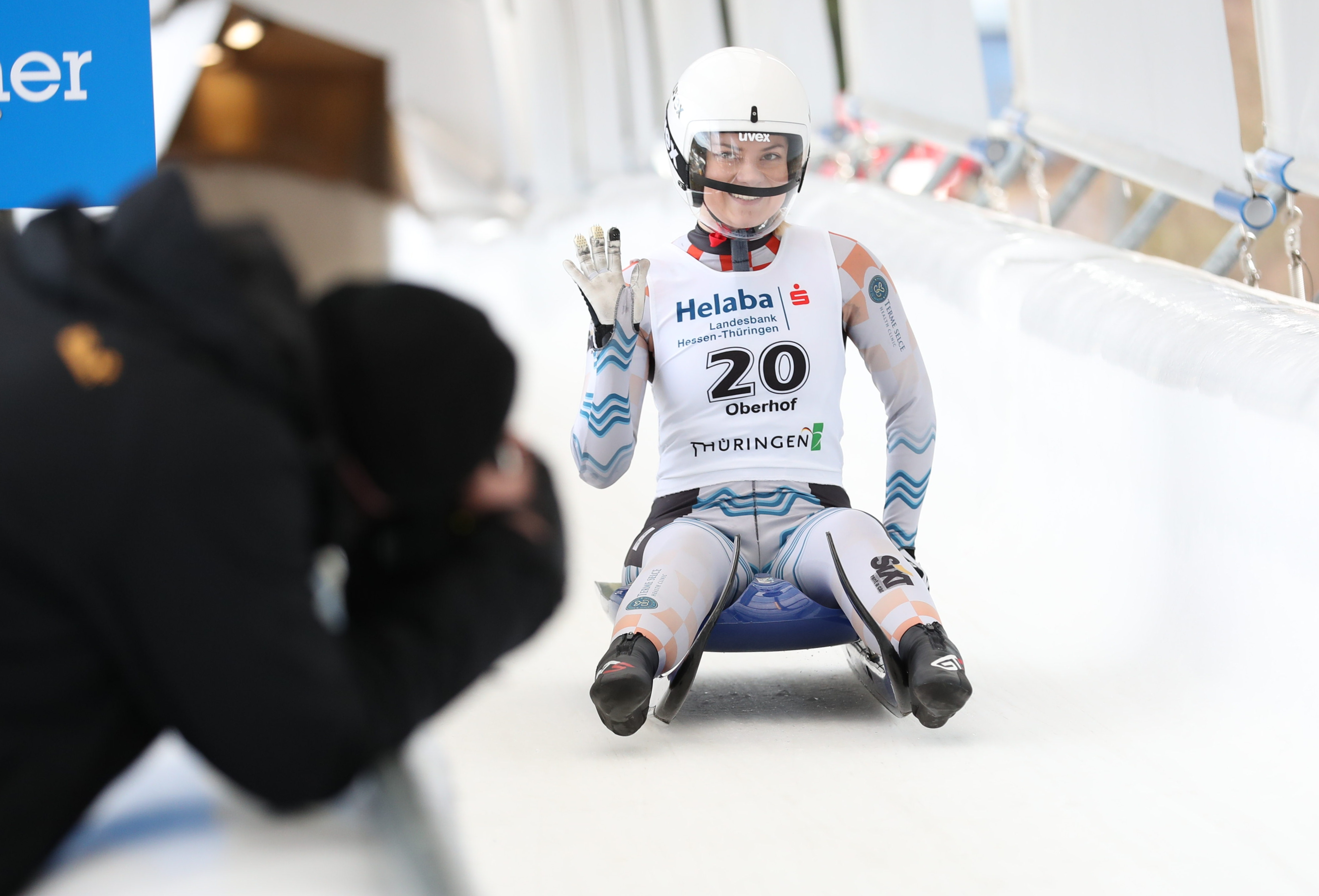
Obratov im Ziel des Nationencup-Rennens in Oberhof, Januar 2020

Nach einem erneut schwachen Auftakt in die Saison 2019/20 mit einem 34. Platz in Igls, konnte sich Obratov im nächsten Rennen in Lake Placid als 17. für das Weltcup-Rennen qualifizieren, in dem sie 26. wurde. Es blieb das einzige Weltcuprennen der Saison für sie. In der übrigen Saison verpasste Obratov in allen weiteren Nationencup-Rennen mit Plätzen zwischen 23 und 28 die Weltcup-Rennen. In Lillehammer war sie 26., womit sie sich im Rahmen der gleichzeitigen Europameisterschaften 2020 auf Rang 27 platzierte. In der separaten U-23-Wertung fuhr sie auf den 16. Platz. Ihre letzten Saisonrennen bestritt sie in Sotschi bei den Weltmeisterschaften 2020. Sie wurde 26. des Frauen-Einzels und wurde 14. in der separaten U-23-Wertung. Beim durch die Witterungsbedingungen chaotischen Weltcup in Winterberg trat sie danach ebenso wenig wie zum Saisonfinale am Königssee an. Mit 43 Punkten belegte sie in der Gesamtwertung des Weltcups den 40. Platz und wurde mit 108 Punkten 30. der Nationencup-Gesamtwertung.
Zum Auftakt in die durch die COVID-19-Pandemie eingeschränkte Saison 2020/21 startete Obratov in Igls wieder im Weltcup, verpasste jedoch als 27. des Nationencup-Rennens deutlich das Weltcup-Rennen. Nachdem sie das Rennen in Altenberg aufgrund einer Trainingsverletzung verpasst hatte, verpasste sie bei der Weltcup-Station Oberhof I knapp die Qualifikation. Im weiteren Verlauf der Saison zeigte die Formkurve konstant nach unten. In Winterberg und bei den Europameisterschaften 2021 in Sigulda reichte es im Nationencup jeweils nur zu Platz 25, in der Europameisterschaftswertung wurde Obratov schlussendlich 29. Auch in Oberhof II gelang mit Platz 28 im Nationencup keine Wende, das absolute Leistungstief im Weltcup folgte in Igls II mit Platz 35. Die Weltmeisterschaften 2021 am Königssee kamen einem Desaster gleich: Obratov wurde das Startrecht aufgrund der 107-Prozent-Regel verwehrt, ihr war es in keinem der Trainingsläufe gelungen, maximal 7 % langsamer als die Laufbestzeit der Konkurrenz zu sein. Beim Weltcupfinale in St. Moritz–Celerina folgte ein 30. Platz im abschließenden Nationencup-Rennen der Saison. In der Gesamtwertung des Weltcups bedeuteten ihre 26 Punkte den 46. Platz, im Nationencup erreichte sie 98 Punkte und Platz 36.

## Statistik

### Ergebnisse bei Meisterschaften

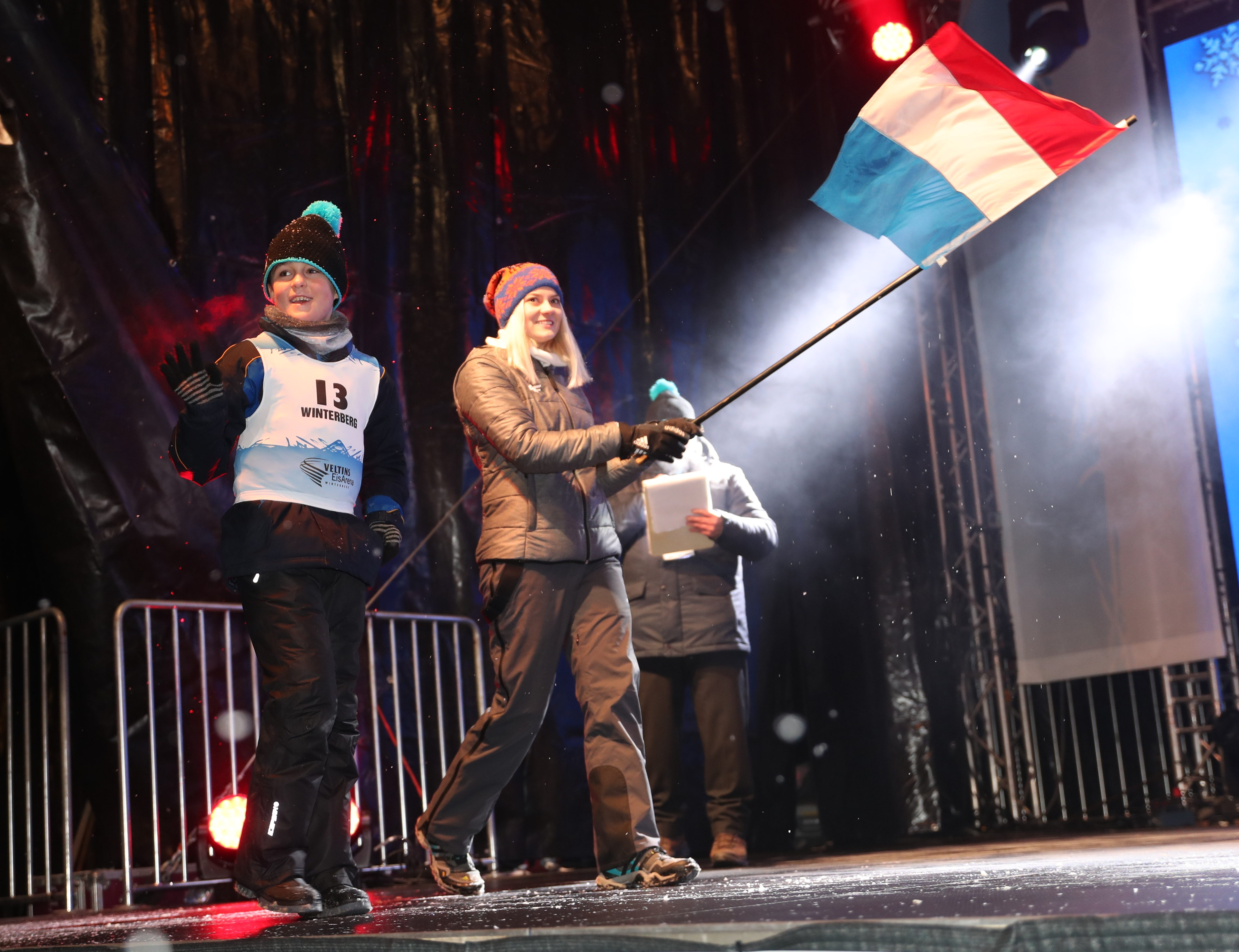
Obratov als Fahnenträgerin mit der niederländischen Flagge bei der Eröffnungsfeier der Weltmeisterschaften 2019

| Jahr | Olympische Spiele | Weltmeisterschaften | Europameisterschaften | U-23-Weltmeisterschaften | U-23-Europameisterschaften | Junioren-Weltmeisterschaften | Junioren-Europameisterschaften |
| ---- | ----------------- | ------------------- | --------------------- | ------------------------ | -------------------------- | ---------------------------- | ------------------------------ |
| 2014 | 0–                | 0/                  | 0–                    | 0/                       | 0–                         | 0–                           | 0–                             |
| 2015 | 0/                | 0–                  | 0–                    | 0–                       | 0–                         | 41.                          | 0–                             |
| 2016 | 0/                | 0–                  | 0–                    | 0–                       | 0–                         | 22.                          | 18.                            |
| 2017 | 0/                | 42.                 | 0–                    | 22.                      | 0–                         | 0–                           | 25.                            |
| 2018 | 0–                | 0/                  | 0–                    | 0/                       | 0/                         | 0/                           | 0/                             |
| 2019 | 0/                | 34.                 | 22.                   | 12.                      | 0/                         | 0/                           | 0/                             |
| 2020 | 0/                | 26.                 | 27.                   | 14.                      | 16.                        | 0/                           | 0/                             |
| 2020 | 0/                | 0–                  | 29.                   | 0–                       | 0–                         | 0/                           | 0/                             |

´

### Platzierungen in Gesamtwertungen
| Saison  | Weltcup | WC-Punkte | Sprintweltcup | Nationencup | NC-Punkte | Juniorinnen-Weltcup | JWC-Punkte | Jugend-A-Weltcup | JAWC-Punkte |
| ------- | ------- | --------- | ------------- | ----------- | --------- | ------------------- | ---------- | ---------------- | ----------- |
| 2012/13 | 0–      | 0–        | 0–            | 0–          | 0–        | 0–                  | 0–         | 27.              | 52          |
| 2013/14 | 0–      | 0–        | 0–            | 0–          | 0–        | 0–                  | 0–         | 12.              | 117         |
| 2014/15 | 49.     | 003       | 0–            | 50.         | 010       | 0–                  | 0–         | 25.              | 044         |
| 2015/16 | 43.     | 011       | 0–            | 39.         | 023       | 16.                 | 108        | 0/               | 0/          |
| 2016/17 | 49.     | 006       | 0–            | 45.         | 021       | 24.                 | 092        | 0/               | 0/          |
| 2017/18 | 42.     | 026       | 0–            | 35.         | 078       | 0/                  | 0/         | 0/               | 0/          |
| 2018/19 | 36.     | 049       | 0–            | 24.         | 125       | 0/                  | 0/         | 0/               | 0/          |
| 2019/20 | 40.     | 043       | 0–            | 30.         | 108       | 0/                  | 0/         | 0/               | 0/          |
| 2020/21 | 46.     | 026       | 0–            | 36.         | 98        | 0/                  | 0/         | 0/               | 0/          |

## Einzelbelege
1. ↑  Dania Obratov. Abgerufen am 19. Oktober 2020.
2. ↑  Netherlands Luge auf Instagram: „Meet our athlete Dania Obratov! •Dania is a 23 year old Sport Science student, born in Croatia. •She is a member of Dutch Luge Team since…“ Abgerufen am 19. Oktober 2020.
3. ↑  Ferienwohnungen, Unterkünfte, Entdeckungen & Orte. Abgerufen am 19. Oktober 2020 (österreichisches Deutsch).
4. ↑  Famous Olympian Luger Decides to Leave Croatia Team, Join Netherlands. Abgerufen am 19. Oktober 2020 (britisches Englisch).
Croatian luge athlete switches allegiance to The Netherlands following dispute with National Federation. 1. Oktober 2018, abgerufen am 19. Oktober 2020.
FIL confirms Croatian luge athlete's switch of allegiance to Netherlands. 18. Oktober 2018, abgerufen am 19. Oktober 2020.

| Personendaten    | Personendaten                          |
| ---------------- | -------------------------------------- |
| NAME             | Obratov, Dania                         |
| KURZBESCHREIBUNG | kroatisch-niederländische Rennrodlerin |
| GEBURTSDATUM     | 11. Februar 1997                       |
| GEBURTSORT       | Split, Kroatien                        |